# Liste der Monuments historiques in Bouverans
Die Liste der Monuments historiques in Bouverans führt die Monuments historiques in der französischen Gemeinde Bouverans auf.

## Liste der Immobilien
| Bezeichnung                           | Beschreibung                                                                                             | Standort                     | Kennzeichnung | Schutzstatus | Datum | Bild           |
| ------------------------------------- | --- | ---------------------------- | ------------- | ------------ | ----- | -------------- |
| Archäologischer Fundplatz Fort Bachin | bronze- und eisenzeitliche Befestigung mit frühmittelalterlicher Nachnutzung; auch zu La Rivière-Drugeon | nordöstlich des Ortes (Lage) | PA00101790    | Inscrit      | 1992  | weitere Bilder |
| Friedhofskreuz                        | Stein, 16. Jahrhundert                                                                                   | Rue de l’Église (Lage)       | PA00125395    | Inscrit      | 1993  | weitere Bilder |

## Liste der Objekte
| Bezeichnung               | Beschreibung                          | Standort                                     | Kennzeichnung | Schutzstatus | Datum | Bild |
| ------------------------- | ------------------------------------- | -------------------------------------------- | ------------- | ------------ | ----- | ---- |
| Skulptur Madonna mit Kind | Holz, farbig gefasst, 15. Jahrhundert | in der Kirche Assomption-de-la-Vierge (Lage) | PM25000438    | Classé       | 1978  |      |
| Kruzifix                  | Holz, farbig gefasst, 18. Jahrhundert | in der Kirche Assomption-de-la-Vierge (Lage) | PM25001931    | Inscrit      | 1980  |      |
| Skulptur Maria lactans    | Stein farbig gefasst, 15. Jahrhundert | Grande Rue, in der Wegekapelle (Lage)        | PM25000436    | Classé       | 1943  |      |